# Валамазьке сільське поселення (Селтинський район)
Валама́зьке сільське поселення — муніципальне утворення в складі Селтинського району Удмуртії, Росія. Адміністративний центр — село Валамаз.

## Населення
Населення становить 215 осіб (2019, 263 у 2010, 416 у 2002).

## Склад
До складу поселення входять такі населені пункти:
| Населений пункт         | Населення, осіб (2002) | Населення, осіб (2010) |
| ----------------------- | ---------------------- | ---------------------- |
| Аксеновці, присілок     | 11                     | 4                      |
| Валамаз, село           | 288                    | 210                    |
| Єгоровці, присілок      | 44                     | 19                     |
| Малий Валамаз, присілок | 73                     | 30                     |

## Господарство
В поселенні діють школа, садочок, ФАП, клуб, бібліотека.